# Suri Jagek
Le Suri Jagek (littéralement, observation du Soleil) est l'ensemble des connaissances traditionnelles et empiriques en météorologie et en astronomie au Pakistan. L'agriculture, la prévention des dommages naturels et la constitution du calendrier découlent de ce système. En 2018, il intègre la liste du patrimoine immatériel nécessitant une sauvegarde urgente pour le Pakistan. 

## Pratique
Dans la chaîne de montagne de l'Hindou Kouch, les Kalash emploient ce système, fondé sur l'observation des astres et des ombres. Empirique, il permet de connaître le moment optimal pour semer et de planifier l'élevage. Il sert aussi à se protéger des calamités naturelles. Le calendrier et ses évènements sont fondés sur le Suri Jagek. La tradition orale véhicule la connaissance de ce système.

## Déclin et reconnaissance
Malgré l'adaptation et la reprise de certains éléments du Suri Jagek, les habitants lui préfèrent de nos jours les moyens technologiques contemporains. Bien que présent dans la tradition orale, le suri Jagek est mal connu des jeunes générations. Moin ul Haque, ambassadeur du Pakistan en France, qualifie l'admission de la candidature d'exploit historique. 